# Brigades Revolucionàries d'al-Raqqa
Les Brigades Revolucionàries d'al-Raqqa (àrab: لواء ثوار الرقة, Liwāʾ Ṯuwwār ar-Raqqa, ‘Brigada dels Revolucionaris d'ar-Raqqa’), també anomenades pel seu nom en àrab transcrit a l'alfabet llatí Liwa Thuwar al-Raqqa, és un grup rebel que ha estat actiu durant la Guerra civil siriana. Es va formar a la governació d'ar-Raqqà al setembre de 2012. El seu objectiu és una Síria unida i democràtica.

## Història
El grup va ser aliat de Jabhat al-Nusra a la ciutat d'ar-Raqqà durant un temps a finals de 2013, però principis de l'any següent, va trencar amb al-Nusra i va seguir la lluita contra Estat Islàmic (EI) en la ciutat per la seva banda. Després que l'EI expulsés els altres grups rebels de la ciutat, Liwa Thuwar al-Raqqa es va traslladar la lluita a les zones rurals de la Governació d'ar-Raqqà i es va aliar amb les Unitats de Protecció Popular (YPG) kurdes. El setembre de 2014 van unir-se a la formació Volcà de l'Eufrates, recentment creada després de l'alliberament total de la ciutat de Kobani. Així doncs, durant el 2015 va participar en l'ofensiva cap a la ciutat fronterera de Tell Abyad. Al juny, es va poder observar combatents de Liwa Thuwar al-Raqqa hissar la bandera siriana rebel prop de la frontera amb Turquia, a més a més de seguir mantenint combats contra Estat Islàmic a la ciutat d'Ayn Issa, camí d'ar-Raqqa. Liwa Thuwar al-Raqqa va ser capaç de créixer considerablement gràcies a la gran afluència de voluntaris procedents de Turquia i locals de la zona que estaven disposats a lluitar contra EI. L'octubre de 2015, el grup va afirmar haver rebut equipament militar dels Estats Units amb la finalitat de lluitar contra Estat Islàmic.
A finals de 2015 les tensions entre àrabs i kurds van augmentar dins la coalició. Després d'una sèrie d'atacs d'EI a la zona administrada per Jabhat Thuwar al-Raqqa i les tensions relacionades amb les acusacions que les forces kurdes cometien crims indiscriminats contra els àrabs, la milícia va decidir trencar l'aliança.
Al cap d'unes setmanes va reaparèixer i va anunciar que s'unia a les Forces Democràtiques de Síria.

## Tensions
Les Brigades Revolucionàries d'al-Raqqa sembla que va començar essent una milícia islamista per a gestionar el territori de la Governació d'Ar-Raqqa un cop les forces governamentals van abandonar la zona, aliada fins i tot amb Jahbat Al-Nursa, filial d'Al-Qaeda a Síria. Amb l'aparició de l'EI en escena, les aliances sobre el terreny de caràcter extremista no van aconseguir vèncer les forces d'Estat Islàmic i van veure’s obligades, al cap de cert temps a unir-se, algunes d'elles, a les forces kurdes que cada vegada prenien més rellevança a nivell internacional. L'escut inicial de la milícia tenia inscripcions de caràcter islamista i almenys una vegada, va aparèixer en un vídeo amb la bandera d'EI al fons de la imatge.
Després de unir-se a la coalició del Volcà de l'Eufrates, les tensions derivades dels suposats desplaçaments forçosos de les zones àrabs van fer revifar les tensions amb les YPG, i que les coalicions futures com les Forces Democràtiques de Síria pretén eliminar, alegant que els kurds volen destruir Síria i els àrabs volen un país unit.
També hi ha dubtes que l'objectiu final de la milícia sigui instaurar un règim democràtic i no la llei islàmica (Xaria).